# 斯特列米利切
50°20′19″N 25°2′43″E / 50.33861°N 25.04528°E
斯特列米利切（烏克蘭語：Стремільче），是烏克蘭西部的村莊，隸屬利維夫州的舍普季茨基區。該村面積1.54平方公里，海拔高度194米，2001年人口454，人口密度每平方公里294.81人。